# Euro Dance 5
Euro Dance 5  è una raccolta di musica dance pubblicata nell'autunno del 2001 mixata da Mauro Miclini.

Quest'album contiene i successi ed i tormentoni dell'autunno 2001, comprendendo tutte le hits più ballate di quell'anno, come i successi di Roger Sanchez, Felix da Housecat e M@D.

## Tracce
1. Another Chance - 3:04 - (Roger Sanchez)
2. Barbarabatiri - 2:47 - (Gypsymen)
3. Silver Screen / Shower Scene - 3:05 - (Felix da Housecat)
4. Gold Dream - 2:44 - (Gold Dream)
5. Club Bizarre - 3:00 - (Brooklyn Bounce)
6. On The Move - 2:58 - (Barthezz)
7. Welcome (In The City, In The Jungle) - 3:04 - (M@D)
8. Sunshine - 3:01 - (Dance Nation)
9. Save My Heart - 3:16 - (Erika))
10. It Takes A Fool To Remain Sane RMX - 2:47 - (The Ark)
11. So, I Begin - 2:25 - (Galleon)
12. Never Gonna Do - 2:36 - (Goosebump Feat. Romina Johnson)
13. Rapture - 2:33 - (iiO)
14. I'm So Crazy - 2:33 - (Par-T-One v INXS)
15. My Kind Of People - 2:29 - (Harry James)
16. On A Rien A Perdre - 3:02 - (Cecile)
17. 4 Your Love - 2:53 - (Magic Box)
18. 80's Stars - 2:42 - (Eiffel 65)
19. Mornings - 2:53 - (Web)
20. Sahara Rave - 2:27 - (D.J. Cerla)

Bonus Track: 
1. Eurocontanti (Eurocontenti) RMX - 3:15 - (Piotta)